# 강윤이
강윤이(1990년 4월 25일~)는 대한민국의 前 치어리더이다. 2018년 프로야구 플레이 오프와 한국 시리즈를 마지막으로 sk 와이번스에서 롯데 자이언츠로 구단을 옮기려 했지만 소속사와의 문제로 불발되었다. 결국 휴식기를 보내다 2020년 1월 12일에 결혼했다. 이후 2020년 2월 18일 자신의 인스타그램을 통해 임신소식을 알렸다.

## 경력
- 2012년 ~ 2014년 LG 트윈스 응원단 치어리더
- 2014년 ~ 2015년 안양 KGC인삼공사 응원단 치어리더
- 2014년 ~ 2015년 아산 우리카드 한새 응원단 치어리더
- 2015년, 2017년 ~ 2018년 SK 와이번스 응원단 치어리더
- 2015년 ~ 2018년 원주 동부 프로미 응원단 치어리더
- 2015년 ~ 2018년 구미 KB손해보험 스타즈 응원단 치어리더
- 2015년 서울이랜드 응원단 치어리더
- 2016년 충주 험멜 응원단 치어리더

## 학력
- 서울가산초등학교
- 영서중학교
- 서울디자인고등학교

## 출연 작품

### 예능
- KBS 《VJ특공대》